# مونتجومري إم. تايلور
مونتجومري إم. تايلور (بالإنجليزية: Montgomery M. Taylor)‏ هو ضابط أمريكي، ولد في 13 أكتوبر 1869 في واشنطن العاصمة في الولايات المتحدة، وتوفي في 21 أكتوبر 1952 في مركز والتر ريد الطبي العسكري الوطني ‏ في الولايات المتحدة.